# Aheru
Aheru (est. Aheru järv, Kandsi järv) – jezioro na obszarze gminy Taheva w prowincji Valga, w Estonii. Ma powierzchnię około 232,5 hektarów, maksymalną głębokość 4,5 m i długość linii brzegowej 10,13 km. Pod względem powierzchni jest dwudziestym trzecim jeziorem w Estonii. Brzegi pokryte są lasem. Połączone jest z niewielkim jeziorkiem Mudajärv.